# Drachenfelser Ländchen
Koordinaten: 50° 37′ 39″ N, 7° 8′ 51″ O

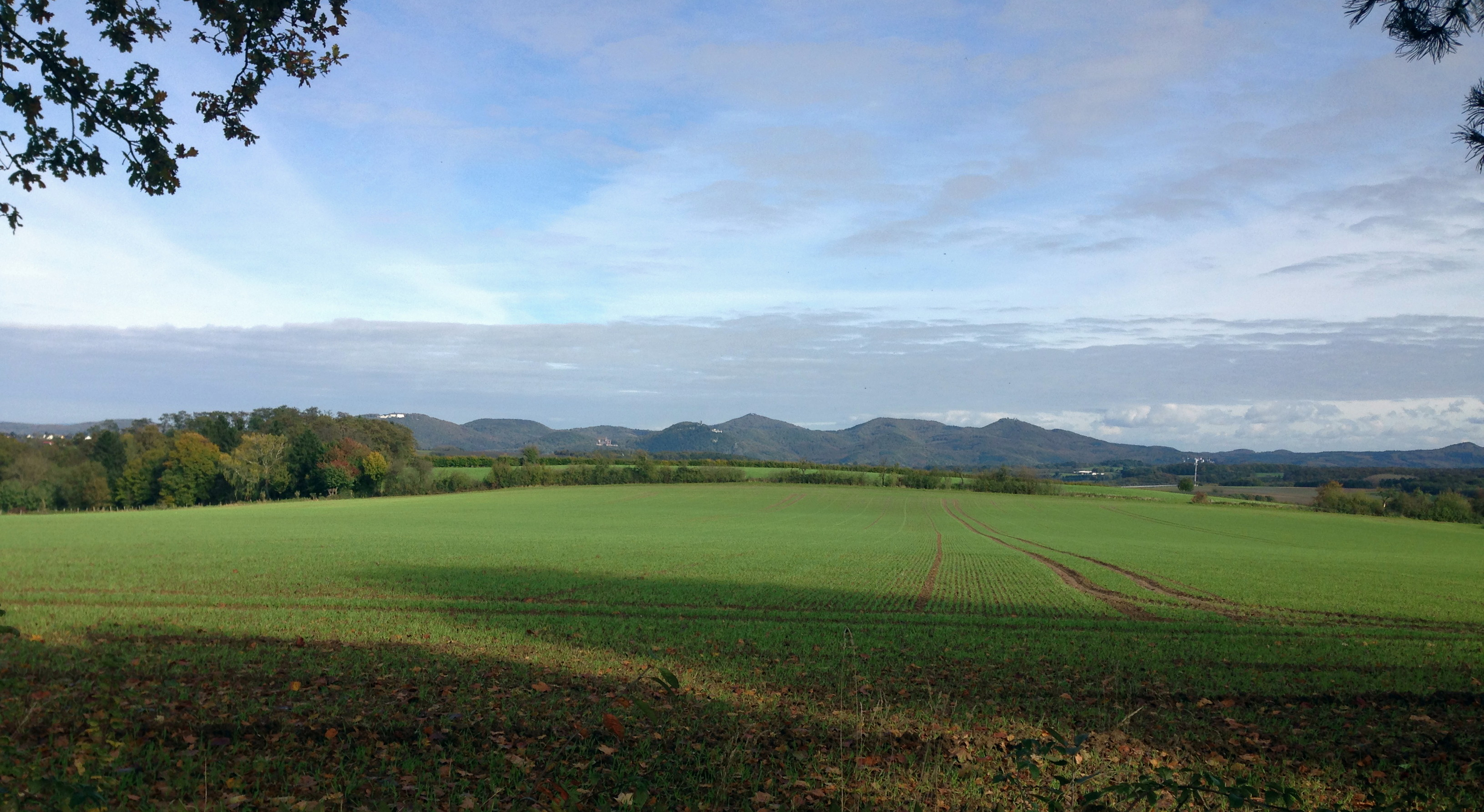
Blick über das Drachenfelser Ländchen auf das Siebengebirge (von Berkum in nordöstliche Richtung)

Das Drachenfelser Ländchen (vereinzelt auch Drachenfelser Hügelland) ist eine hügelige Landschaft im Bereich der Gemeinde Wachtberg im linksrheinischen Teil des Rhein-Sieg-Kreises, entlang der Grenze zu Rheinland-Pfalz, zwischen Bonn im Osten und der Stadt Meckenheim im Westen. Es liegt im Südosten des Naturparks Rheinland.

## Topographie
Geprägt wird das Drachenfelser Ländchen durch alte Rheinterrassen, das Tal des Mehlemer Bachs und  von markanten Kuppen vulkanischen Ursprungs, unter anderem dem Wachtberg (258 m ü. NHN, zwischen Villip und Berkum), dem Stumpeberg (ca. 230 m), dem Hohenberg (263 m) (beide bei Berkum) sowie dem Dächelsberg (zwischen Oberbachem und Niederbachem). Ebenfalls ein erloschener Vulkan ist der Rodderberg am Grenzpunkt zu Bonn-Mehlem und Remagen-Oberwinter.
Das 25 Millionen Jahre alte vulkanische Gestein (Trachyt und Basalt) wurde bereits von den Römern abgebaut und später für den Bau des Kölner Doms verwendet. Die Pfarrpatrozinien von Niederbachem (St. Gereon) und Oberbachem (Heilige Drei Könige) weisen auf Köln hin. Die früheren Steinbrüche haben sich heute größtenteils zu artenreichen Biotopen entwickelt und stehen unter Naturschutz.
Naturräumlich gehört das Drachenfelser Ländchen zur Großlandschaft Unteres Mittelrheingebiet (292) und speziell zur Unterkategorie der Rhein-Ahr-Terrassen (292.2).

## Herkunft der Bezeichnung
Die Bezeichnung Drachenfelser Ländchen stammt von den kurkölnischen Burggrafen zu Drachenfels. Diese residierten auf dem Berg Drachenfels im rechtsrheinischen Siebengebirge und verwalteten das gegenüberliegende linksrheinische Gebiet. Die vielfach angenommene Herkunft durch den Blick auf den Drachenfels ist falsch, auch wenn dieser Blick, wie man ihn von vielen Punkten im „Ländchen“ aus hat, durchaus reizvoll ist. Das Drachenfelser Ländchen war eine Unterherrschaft des kurkölnischen Amtes Godesberg-Mehlem und wurde auch als Burggrafschaft Drachenfels bezeichnet.

## Geschichte
In der Mitte des 12. Jahrhunderts ließ Erzbischof Arnold die Burg Drachenfels zur Absicherung des kurkölnischen Territoriums nach Süden errichten. 1149 übertrug er die Burg noch vor Fertigstellung als freies Lehen an den Probst des Stiftes St. Cassius in Bonn. Unter Probst Gerhard von Are wurde die Burg 1166 fertiggestellt. Dieser wiederum beauftragte Godart mit der Verwaltung der Burg. Die Burg wurde kurze Zeit später zugunsten der Burgverwalter belehnt, die nun Burggrafen waren und das Lehen weitervererben durften.

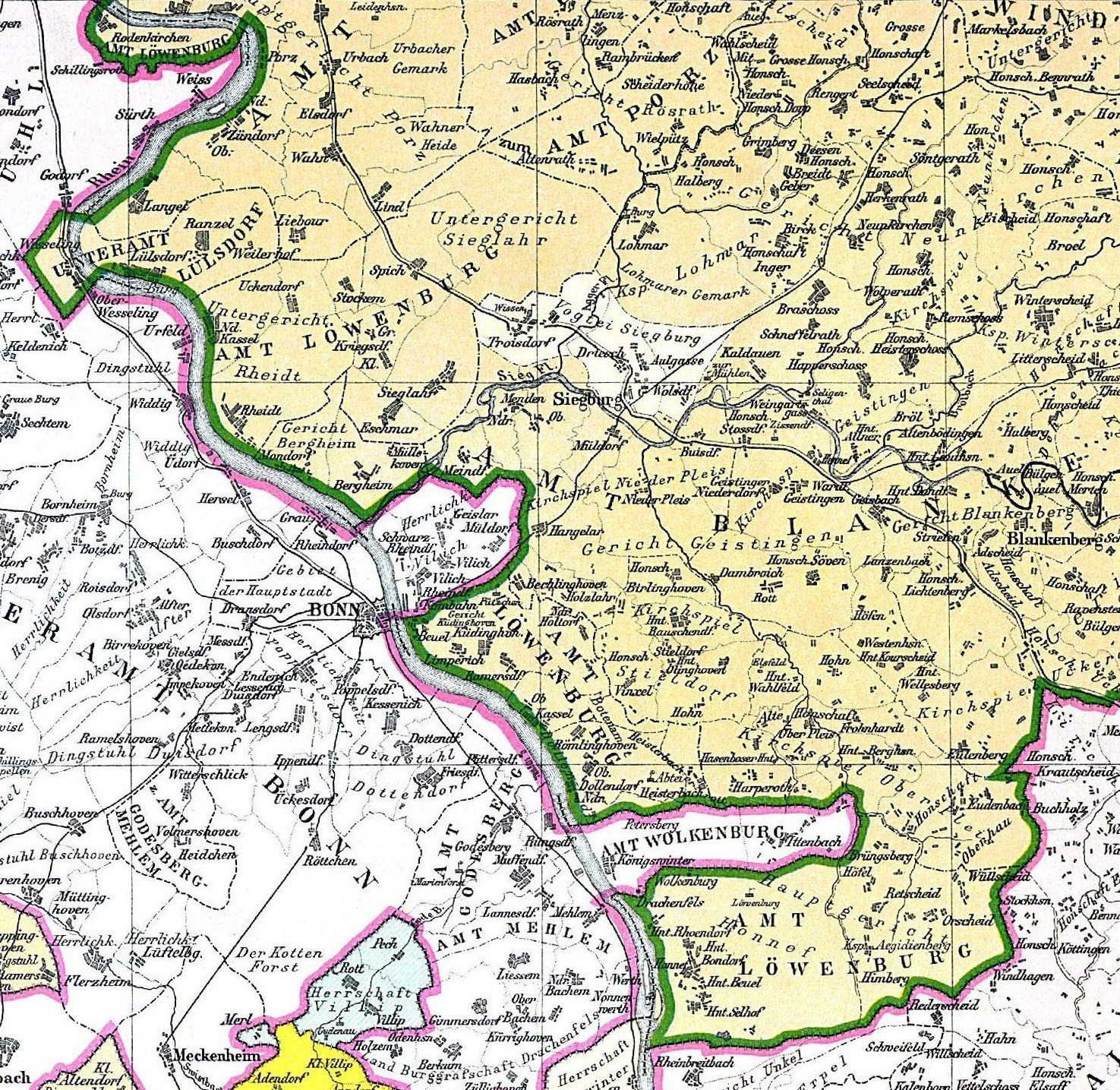
Die Burggrafschaft Drachenfels (unterer Kartenrand) (1789 nach einer Karte von Wilhelm Fabricius)

Die Burggrafen befanden sich in einer isolierten rechtsrheinischen Lage. Sie konkurrierten mit der ebenfalls kurkölnischen benachbarten Wolkenburg, deren Territorium ein Gebiet um Königswinter und Ittenbach umfasste und das rechtsrheinisch vollständig von Territorien des Herzogtum Berg umgeben war. Daher strebten die Burggrafen wiederholt an, Einkünfte aus dem gegenüberliegenden linksrheinischen Gebiet zu erhalten, das durch die Klöster des Kölner Erzstifts geprägt war. Schließlich verlieh Erzbischof Wigbold im Jahr 1301 den Gerichtsbezirk Bachheim (heute Niederbachem und Oberbachem) auf Burggraf Heinrich von Drachenfels. Dieser hatte auch für die benachbarten kurkölnischen Gerichtsbezirke up deme geuwe (umfasste Berkum, Gimmersdorf, Kürrighoven, Ließem, Züllighoven) sowie Pissenheim (heute Werthhoven) die Verwaltung inne.
Diese acht Dörfer bildeten das Drachenfelser Ländchen. Es war eine Unterherrschaft des kurkölnischen Amtes Godesberg-Mehlem.
Am 13. Mai 1402 erweiterten Burggraf Godart von Drachenfels und seine Frau Aleid ihr Herrschaftsgebiet mit dem Erwerb des Hauses Gudenau in Villip. Nach dem Tod Godarts von Drachenfels und Olbrück wurde die Burg Drachenfels einer Erblinie und das Haus Gudenau einer zweiten Erblinie zugeordnet. Es begann eine über Generationen währende Erbauseinandersetzung über die Verwaltungszuständigkeit. Ursache war eine Erbteilungsabmachung, gemäß der die Einnahmen aus dem Drachenfelser Ländchen hälftig zwischen den zwei Erblinien aufgeteilt wurden. Kontrahenten waren die Burggrafen von Drachenfels und ihre Nachfolger sowie die Waldbott von Bassenheim, die aufgrund der Heirat von Otto Waldbott von Bassenheim († 1498) in den zweiten Erbzweig der Familie der Burggrafen legitimiert waren. Den Waldbott von Bassenheims gehörte die Burg Gudenau in Villip, von wo aus sie den ab 1546 zum Herzogtum Jülich gehörenden benachbarten Gerichtsbezirk Villip (umfasste Holzem, Pech, Villip) verwalteten.
Von 1695 bis 1794 wurde das kurkölnische Drachenfelser Ländchen schließlich doch von den Burgherren zu Gudenau (auf die Waldbott von Bassenheims folgten – wiederum nach einer Erbauseinandersetzung – die von Vorst–Lombecks) von Villip aus verwaltet. Grundlage war der erkaufte Verzicht der Erbansprüche der Grafen von Croy, die durch Heirat in der Nachfolge der Burgherren von Drachenfels standen.
Im Oktober 1794 eroberten französische Revolutionstruppen die linksrheinischen Gebiete und führten 1798 die französischen Verwaltungsstrukturen ein. Die Ortschaften Berkum, Gimmersdorf, Ließem, Niederbachem, Oberbachem (mit Kürrighoven), Pissenheim (heute Werthhoven) und Züllighoven des Drachenfelser Ländchens sowie die Ortschaften Holzem, Pech und Villip (mit Villiprott) der Reichsherrschaft Villip wurden zur französischen Verwaltungseinheit Mairie zusammengefasst. Die zehn selbstständigen Ortschaften bildeten die Mairie Villip. im Kanton Bonn externe im Arrondissement de Bonn im Rhein-Mosel-Département.

## Benennung öffentlicher Einrichtungen
- Familienzentrum Drachenfelser Ländchen[10]
- Gemeinschaftsgrundschule Drachenfelser Ländchen[11]